# 更衣室

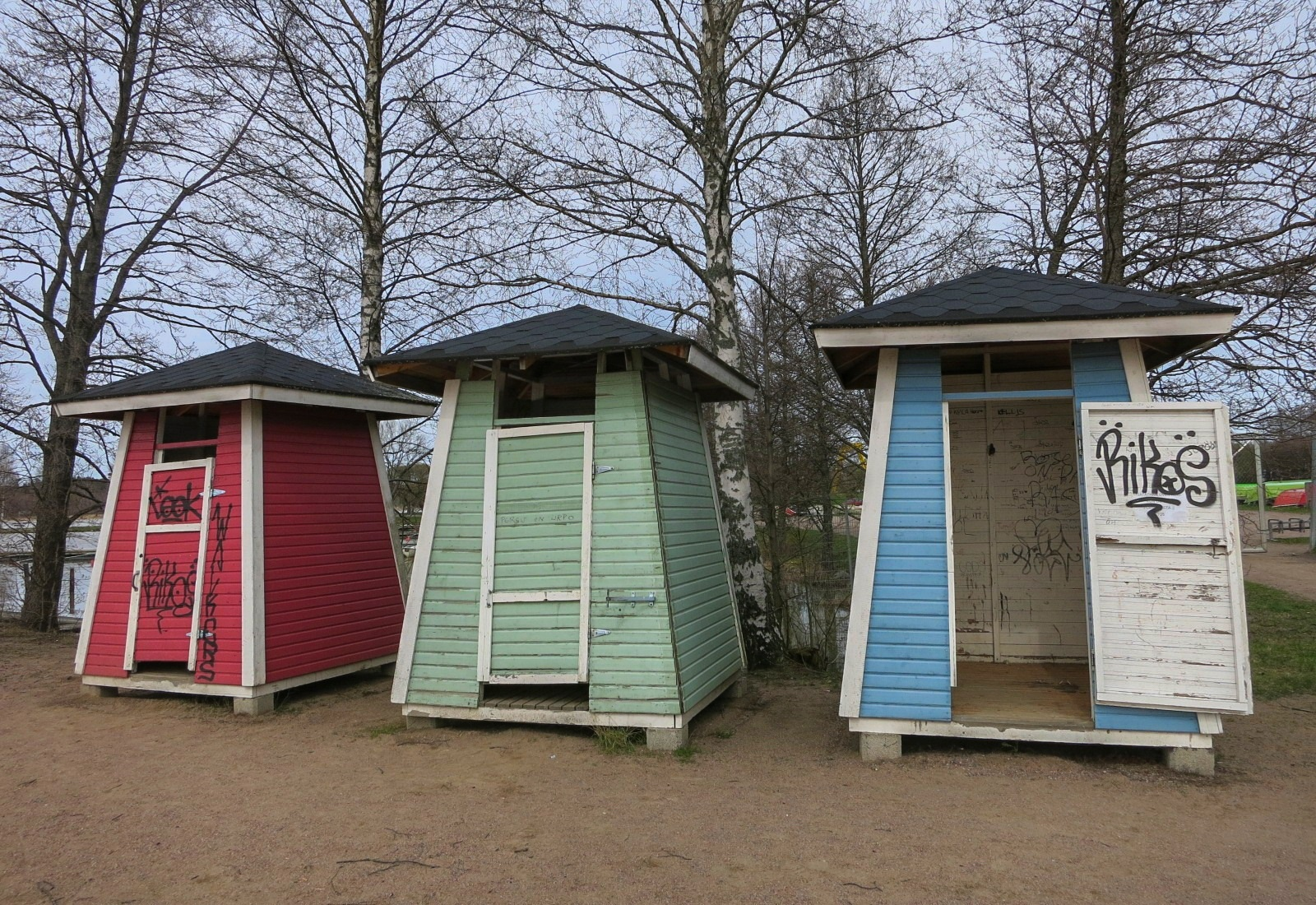
海灘旁的更衣室

更衣室是設置在海灘、足球場、健身房、泳池、公眾浴場、按摩院等需要更衣的公共場所之隱蔽空間，是一個供人更換衣物的私人房間，它可以保障使用者在更衣時不會被外人或異性（有時孩童除外）看到，可保個人隱私。部分不設更衣室的場所常以廁所代替。 
更衣室也是大型活動（例如足球比賽）供中場休息、游說、公關等的另類社交場合，通常更衣室都不設監察鏡頭，以及嚴禁外人攝影、拍照，部分更衣室會有職員派駐，除了整理及清潔更衣室的設備外，同時協助防止有使用者在更衣室內進行偷拍等違法活動。
此外表演場地例如劇場的後台等也附設有更衣室。一些需著工作服工作的場所，例如醫院、無塵室等也會有更衣室供員工更衣。
更衣室內常附設有帶鎖的儲物櫃、衣帽間、洗手間等。 高級酒店或私人會所泳池的更衣室通常供應大毛巾。